# Manuela Fingueret
Manuela Fingueret (Buenos Aires, 9 de agosto de 1945 - Buenos Aires, 11 de marzo de 2013) fue una escritora y periodista argentina, especialista en gestión cultural.
Era hija de inmigrantes lituanos. Nació en el barrio de Chacarita.
En sus escritos se refleja una fuerte connotación porteña y judía.

## Biografía
Estudió la primaria en la escuela judía Sholem Aleijem, en calles Serrano y Padilla (en el barrio de Villa Crespo).
Fue profesora en jardín de infantes y se especializó en literatura infantojuvenil.
Entre 1987 y 1989 fue secretaria de Medios de Comunicación de la Municipalidad de la Ciudad de Buenos Aires.
Colaboró con diversos medios gráficos, nacionales y latinoamericanos.
En 1993 fue directora artística y de programación cultural de la emisora FM Jai (Buenos Aires), la primera radio judía de América Latina.

Fui directora artística y de programación de FM Jai solo tres meses, pero yo hablaba tanto de [el club de fútbol] Atlanta, o los locutores hacían comentarios al respecto, que el entonces presidente del club me envió un carné. Lo tengo guardado.
Manuela Fingueret

En 1995 dirigió la revista cultural Arca del Sur.
Durante su gestión en la Dirección General de Bibliotecas de la Ciudad de Buenos Aires promovió la publicación de Un golpe a los libros, la investigación de Judith Gociol y Hernán Invernizzi acerca de la represión a la cultura durante la dictadura de Videla.
Entre 2000 y 2004 fue directora general de la Red de Bibliotecas Públicas de la Ciudad de Buenos Aires.
En 2000 asumió como titular de la Dirección del Libro y el Fomento de la Lectura, dependiente de la Secretaría de Cultura de la Ciudad de Buenos Aires.
Entre 2005 y 2006 fue coordinadora general de Programas Culturales de Buenos Aires.
Entre 2004 y 2006 fue directora de la Casa del Escritor y directora de la revista de literatura Gúlliver.
Durante muchos años integró la Comisión de Cultura de la Fundación del Libro, que anualmente organiza la Feria Internacional del Libro en Buenos Aires.
Fue creadora de la Noche de las Librerías, y columnista de Caras y Caretas.
Entre 2000 y 2010 publicó en varias editoriales sus reflexiones sobre la memoria y la barbarie, sus investigaciones educativas para transmitir el Holocausto judío y sobre la cuestión de las dictaduras en América Latina.
Desde 2004 coordinó la Casa del Escritor dentro de esa misma dirección.
Era hincha del club de fútbol Atlanta.
Se casó y tuvo tres hijos.
Desde el punto de vista político, se consideraba una «kirchnerista crítica».
Junto con decenas de artistas e intelectuales firmó la solicitada para apoyar la candidatura de Cristina Fernández de Kirchner como presidenta de la Nación.
En 2007 se le diagnosticó un cáncer. Siguió trabajando, y produjo con la artista visual Mirta Kupferminc la muestra «La vida espuma».
Falleció en la ciudad de Buenos Aires a los 67 años de edad.
Sus restos fueron sepultados en el cementerio de La Tablada (provincia de Buenos Aires).

## Libros publicados[12]

### Poesía
- 1975: Tumultos contenidos.
- 1977: Heredarás Babel.
- 1980: La piedra es una llaga en el tiempo.
- 1984: Ciudad en fuga y otros infiernos.
- 1988: Eva y las máscaras.
- 1992: Los huecos de tu cuerpo.
- 1998: Uva y racimo.
- 2001: Esquina.
- 2006: En el revés del cielo (16 poetas argentinas y españolas). Selección y prólogo de Concha García (poeta y periodista española). Aparecen numerosas poesías de Manuela Fingueret. Madrid: Paradiso.
- 2009: Fábulas con moraleja, publicado por GEAL (Grupo Editor de América Latina).
- 2010: La vida espuma, muestra con la artista visual Mirta Kupferminc[8]

### Cuentos infantiles
- 1991: Las picardías de Hérshele (relatos folclóricos para niños), con Eliahu Toker (1934-2010).

### Ensayos
- 1993: Los jóvenes en los 90: la imaginación lejos del poder.
- 2000: Barbarie y memoria.
- 2002: Un golpe a los libros: represión a la cultura durante la última dictadura militar; publicado por DGL (Defensoría del Pueblo de la Ciudad de Buenos Aires) y EUDEBA.
- 2005: Soberbias argentinas. Miradas a un país ciclotímico, recopilación de textos publicados en el diario Perfil y otros medios, entre 1990 y 2004. Buenos Aires: Emecé.
- 2007: Escritoras argentinas entre límites. Buenos Aires: Desde la Gente.
- 2012: César Tiempo: un argentino y judío comprometido. Buenos Aires: Capital Intelectual.

### Novelas
- 1995: Blues de la calle Leiva. Buenos Aires: Planeta. (Reeditada en 2006).
- 1999: Hija del silencio. Buenos Aires: Planeta. (Reeditada en 2006). Acerca de una prisionera de la ESMA (Escuela de Mecánica de la Armada, en Buenos Aires) e hija de una sobreviviente del campo de concentración de Terezín (República Checa) durante el nazismo.[13]
  - Daughter of silence, traducción de Darrell Lockhardt. Texas: Texas Tech University Press, 2012.
- 2011: Ajo para el diablo. Buenos Aires: Planeta. Cuenta las huellas dejadas por los campos de exterminio nazis en una pareja judía que vive en Berlín. Ese pasado ejerce una influencia en la hija de ambos: una exmilitante de los años setenta, que se exilia en Brasil y se reinserta en el sistema a través de la política al asumir como ministra de Desarrollo Social en Buenos Aires.[4][14]
- Inédita: Blues de la calle Leiva II.

## Antologías, jurados, congresos[12]
Su obra está incluida en antologías y publicaciones nacionales e internacionales.
Sus poemas y artículos periodísticos fueron traducidos al alemán, el búlgaro, el francés, el hebreo, el inglés, el islandés y el portugués. Fue jurado en distintos premios de literatura.
Entre 2004 y 2005 fue jurado de IncuBA (pymes literarias), del Gobierno de la Ciudad de Buenos Aires.
Otorgó los subsidios del Fondo de Cultura Buenos Aires (en letras, periodismo y literatura).
Fue invitada a conferencias en universidades, encuentros, ferias del libro y recitales en el país y en el exterior.
Asesoró, coordinó y colaboró en distintas instituciones, fundaciones y centros culturales.
En 2000 fue invitada especial de la Secretaría de Cultura de Brasil a varios estados de ese país con recitales y conferencias.
Algunos de sus poemas han sido musicalizados en el CD Y puedo querer de Pepa Vivanco y Hugo Fumero.
En 2005 realizó un recital de poemas en la Casa del Poeta (en México DF).
Fue invitada con frecuencia a dar conferencias y clases en la Universidad de Boston y en la Universidad Columbia (en Nueva York).
Condujo el programa radial Confieso que he leído, en FM Nacional.
Hasta 2011 condujo el programa cultural radial «El aire de aquí», por FM Nacional.